# Carl-Gustaf Hård af Segerstad
Carl-Gustaf Hård af Segerstad, född den 17 september 1907 i Uppsala, död den 10 oktober 1982 i Rättvik, var en svensk civilingenjör. 
Hård af Segerstad avlade reservofficersexamen 1928 och examen vid Kungliga tekniska högskolan 1931. Han innehade anställning vid Hesselman Motor Corporation 1932, var assistent vid Kungliga tekniska högskolan 1932–1934, konsult vid A Johnson & Co 1934 och vid Nordiska armaturfabrikerna samma år samt chef för sistnämnda företags oljeeldningsavdelning 1935–1936. Därefter var Hård af Segerstad anställd vid Sandvikens jernverk 1936–1958 och disponent för dotterbolaget Sandvikens jern & plåt 1958–1959. Han grundade det egna företaget Ingenjörsfirma Transventor 1960, blev verkställande direktör i aktiebolaget Transventor 1962, vilket han även var i Transventor Development i Sandviken 1966–1977 och i Transventor Trading i Stockholm 1976–1977. Hård af Segerstad var samtidigt styrelseledamot i dessa bolag och 1966–1975 styrelseordförande i Transventor Trading. Han uppfann patentskyddade mätinstrument, servomotorer, regulatorer, maskiner och transportanordningar för industriellt bruk, automatiska växellådor för motorfordon med mera. Hård af Segerstad var ledamot av American Society of Mechanical Engineers och av Instrument Society of America. Han vilar på Rättviks kyrkogård.